# Riviera Nayarit

Ubicación geográfica.

La Riviera Nayarit, consiste en un corredor que se extiende a lo largo de la costera del Océano Pacífico, que cubre al estado mexicano de Nayarit, México principalmente en el municipio de Bahía de Banderas, Compostela, San Blas, Santiago Ixcuintla y Tecuala que se encuentra ubicado a solo 10 minutos al norte del Aeropuerto Internacional de Puerto Vallarta. La Riviera Nayarit se extiende desde Nuevo Nayarit hasta la Boca de Teacapán.
Sus principales atractivos turísticos son las hermosas playas y regiones naturales que se extienden a lo largo de la riviera.

## Composición
La larga franja costera que ocupa la Riviera Nayarit se compone —entre otros— por las principales playas y los siguientes destinos, caracterizados por sus grandes hoteles y una gran flora y fauna a lo largo de la costa:

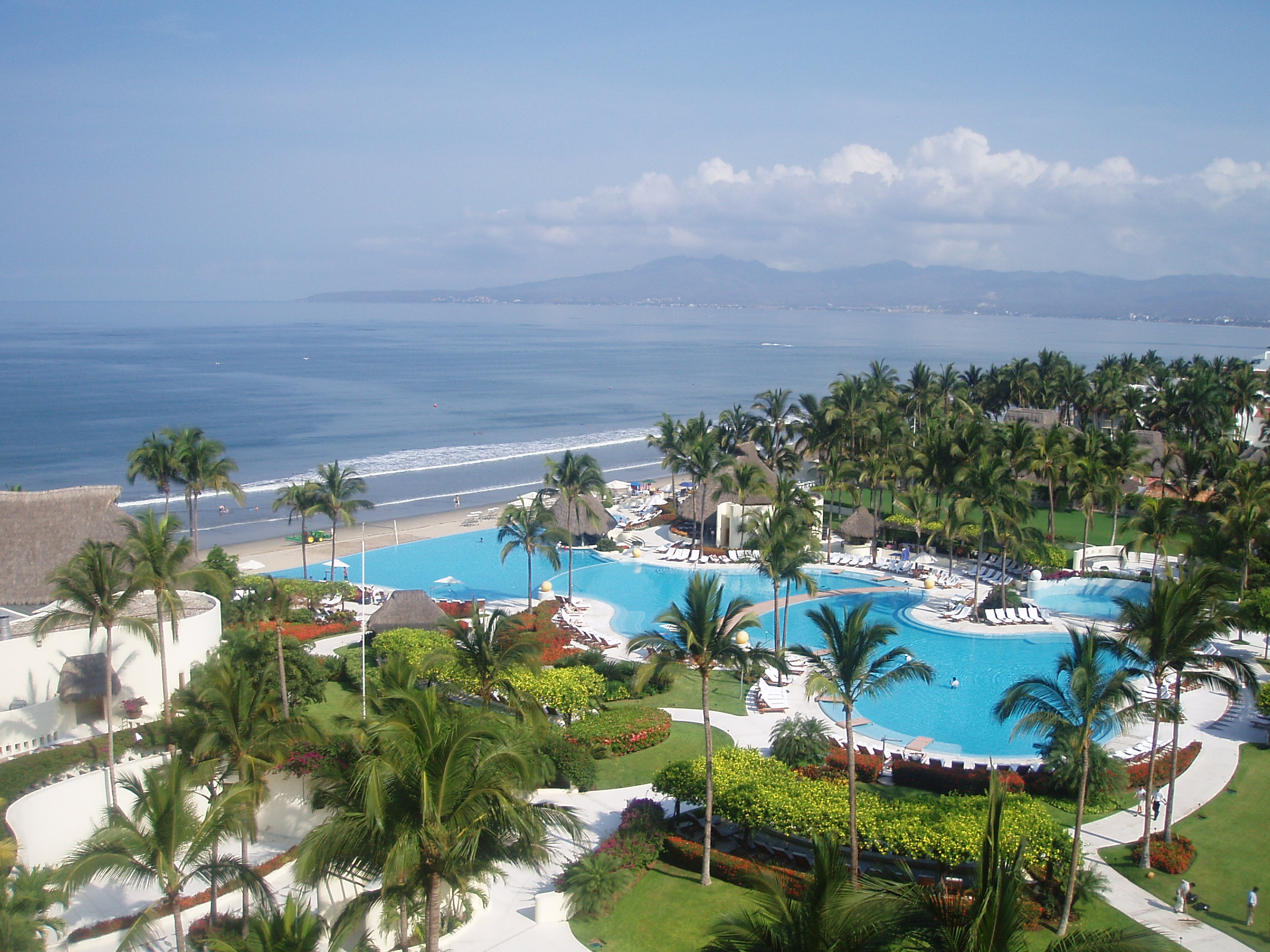

- Nuevo Nayarit: Es la composición de la capital municipal de Valle de Banderas, Bucerías, Cruz de huanacaxtle, San Jose del Valle y San Vicente. Conforman la segunda área metropolitana del estado de Nayarit y la mayor en cuanto a economía gracias a su oferta de playas y hoteles.
- San Blas: Antigua ciudad y puerto importante de México. Mantiene su posición como fuerte turístico y es en la actualidad, la única salida en el estado hacía las Islas Marías.
- Jarretaderas
- Flamingos
- Bucerías: Localidad y ciudad más grande de Bahía de Banderas.
- La Cruz de Huacanaxtle
- Punta de Mita: La punta próxima del estado de Nayarit que alberga hoteles y centros de diversión de alta categoría.
- Litibú
- Sayulita: Uno de los pueblos mágicos del estado. Famosa por su playa donde es perfecto para practicar el surf.
- San Francisco: Localidad del municipio de Compostela
- Lo de Marcos
- Rincón de Guayabitos
- La Peñita de Jaltemba
- El Capomo
- Ensenada de Chacala
- Playa Platanitos

## Zonas arqueológicas
Cuenta con zonas arqueológicas en las siguientes localidades: Alta Vista, Aticama, Bucerías, Sayulita, San Francisco, Lo de Marcos, Los Ayala, Rincón de Guayabitos, la Peñita de Jaltemba y Las Varas, San Blas.

## Actividades de interés turístico
A lo largo y ancho de la Riviera se practican deportes que son de gran atractivo a los visitantes y turistas, caracterizados por deportes extremos, además de actividades culturales y gastronómicas:

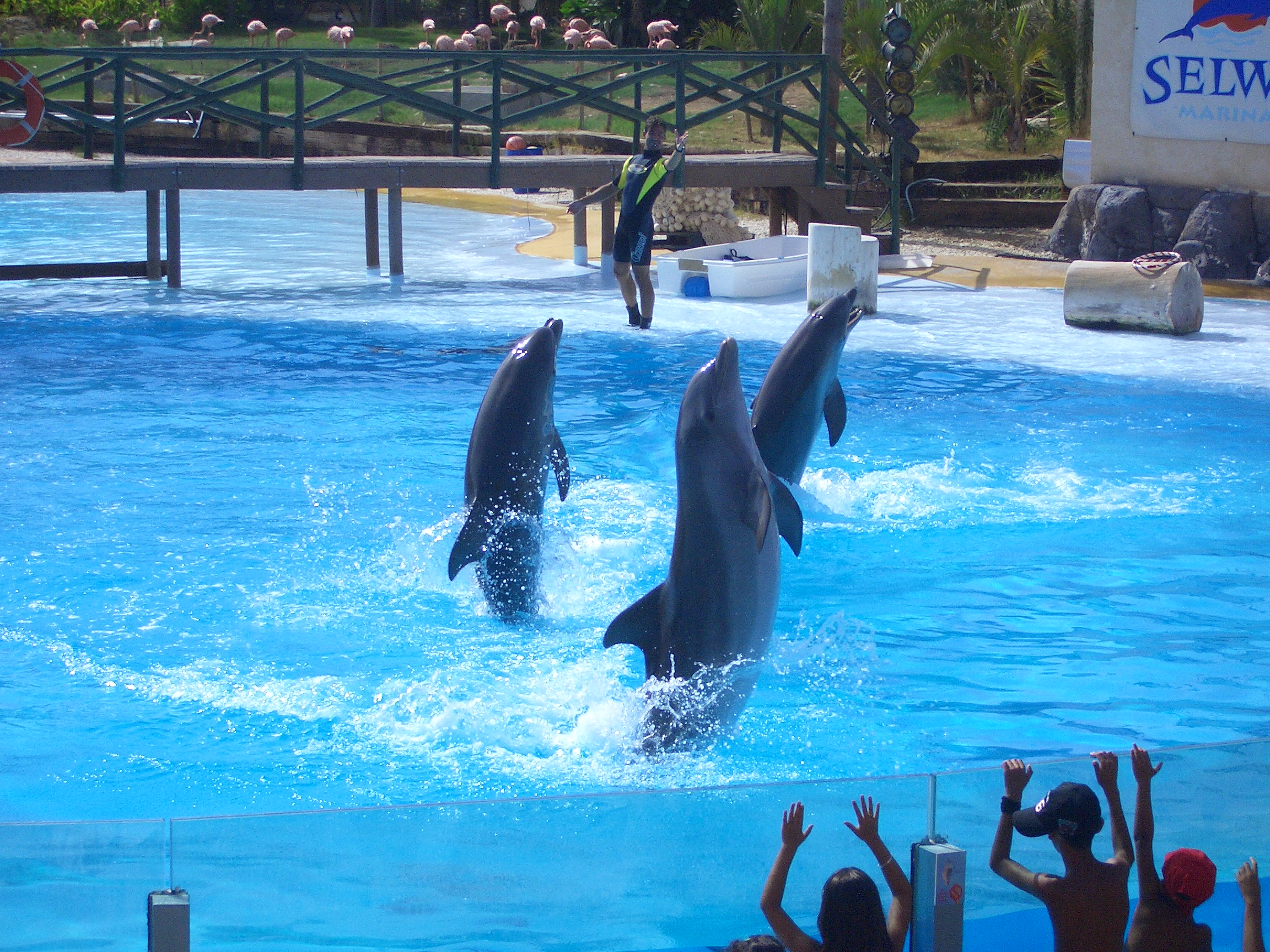
Nado con delfines.

- Ecoturismo: buceo, snorkel, avistamiento de ballenas, nado con delfines, caminatas, paseos en bicicleta, paseos a caballo y recorrido por manglares.
- Turismo de aventura: surf, tirolesa y expediciones.
- Turismo cultural: gastronomía, tradiciones populares y artesanías.
- Otras recreaciones: golf, pesca deportiva, marina de yates, velerismo y spa.